# Bisdom Naviraí
Het bisdom Naviraí (Latijn: Dioecesis Naviraiensis) is een rooms-katholiek bisdom met als zetel Naviraí, in Brazilië. Het bisdom is suffragaan aan het aartsbisdom Campo Grande.

## Geschiedenis
Het bisdom werd opgericht op 1 juni 2011, uit delen van het bisdom Dourados.

## Parochies
Het bisdom had in 2021 een oppervlakte van 35.138 km2 en telde 303.280 inwoners waarvan 71,1% rooms-katholiek was.

## Bisschoppen
- Ettore Dotti (1 juni 2011 - heden)

Campo Grande (aartsbisdom) · Corumbá · Coxim · Dourados · Jardim · Naviraí · Três Lagoas